# بدر الجنوب
بدر الجنوب هي مدينة سعودية والعاصمة الإدارية لمحافظة بدر الجنوب التابعة لمنطقة نجران، بالمملكة العربية السعودية.

## الموقع
تقع في الجزء الشمالي الغربي من منطقة نجران وعلى بعد 160 كيلو متراً شمال غرب مدينة نجران، ويحدها من الغرب والشمال محافظة ظهران الجنوب، ومن الشرق محافظتي حبونا وثار، ومن الجنوب مركز عاكفة وبئر عسكر التابعة لنجران، وتبلغ مساحة محافظة بدر الجنوب حوالي 4200 كيلو متر مربعوتتميز بموقعها وترتفع عن مستوى سطح الأرض بحوالي 3000 قدم، كما تتميز بمناخها وتعدّ من المصايف.